# Bonrepos-sur-Aussonnelle
Bonrepos-sur-Aussonnelle is een gemeente in het Franse departement Haute-Garonne (regio Occitanie) en telt 579 inwoners (1999). De plaats maakt deel uit van het arrondissement Muret.

## Geografie
De oppervlakte van Bonrepos-sur-Aussonnelle bedraagt 10,2 km², de bevolkingsdichtheid is 56,8 inwoners per km².
De onderstaande kaart toont de ligging van Bonrepos-sur-Aussonnelle met de belangrijkste infrastructuur en aangrenzende gemeenten.

## Demografie
Onderstaande figuur toont het verloop van het inwonertal (bron: INSEE-tellingen).